# Gunnar Ingelman
Björn Gunnar Ingelman, född 18 januari 1952 i Uppsala, är en svensk teoretisk fysiker.
Ingelman var doktorand vid Lunds universitet med Bo Andersson och Gösta Gustafson som handledare och disputerade i teoretisk fysik 1982. Han arbetade vid CERN:s teoridivision 1983-1985, och vid DESY:s teorigrupp i Hamburg 1985-1989. Han antogs som docent i teoretisk fysik i Lund 1987, och blev 1989 universitetslektor vid Uppsala universitet. Från 1991 har han också tjänstgjort på deltid vid DESY. Sedan 2000 är han professor i subatomär fysik vid Uppsala universitet.
Han forskar inom teoretisk fysik, framför allt stark växelverkan men även astropartikelfysik.
Ingelman invaldes 2008 som ledamot av Kungliga Vetenskapsakademien. Han är också ledamot av Kungliga Vetenskapssamhället i Uppsala.
Han är son till professor Björn Ingelman och fil. dr Ingrid, född Stenberg.